# صابر محمد حسين
صابر محمد حسين هو محافظ بنك السودان ( 10/3/1998 - 7/3/2011) 

## الميلاد
مدينة دنقلا، السودان ، يناير 1945

## المراحل التعليمية
- الأولية: مدرسة أُربي الأولية (دنقلا) 1952-1956
- الوسطى: مدرسة القولد الوسطى 1956- 1960
- العليا: مدرسة وادي سيدنا الثانوية 1960 -1964
- الجامعة: جامعة الخرطوم كلية الاقتصاد – السودان 1964-1968

## المؤهلات الأكاديمية
- بكالوريوس الاقتصاد، جامعة الخرطوم، الخرطوم، السودان عام 1968.
- دبلوم خاص في القانون التجاري، جامعة الخرطوم، الخرطوم، 1974.
- ماجستير الاقتصاد جامعة سيراكيوز – سيراكيوز نيويورك الولايات المتحدة الأمريكية 1978
- دكتوراة في الاقتصاد-تمويل التجارة والتنمية - جامعة سيراكيوز، سيراكيوز، نيويورك، 1982.

## الخبرات
- مفتش مالي قسم الصادر - إدارة مراقبة النقد- بنك السودان، 1968 - 1971.
- نائب رئيس قسم الصادر، إدارة مراقبة النقد -بنك السودان، 1972 - 1976.
- مساعد تدريس، قسم الاقتصاد، جامعة سيراكيوز، نيويورك، 1978 - 1981.
- محاضر غير متفرغ، جامعة أم درمان الإسلامية، قسم الاقتصاد، أم درمان، 1982 - 1983.
- محاضر غير متفرغ، معهد المصارف، الخرطوم، 1982 - 1983.
- محاضر غير متفرغ، جامعة الخرطوم، قسم الاقتصاد، 1992 - 1993.
- أعمال استشارية تشمل التحليل المالي وتقييم المشاريع، 1982 - 1983.
- مستشار بمكتب المدير التنفيذي لصندوق النقد الدولي، واشنطن العاصمة الولايات المتحدة الأمريكية 1983 – 1990
- رئيس مجلس الإدارة والمدير العام لمجموعة بنك الخرطوم، السودان 1990-1993
- المحافظ ورئيس مجلس الإدارة، بنك السودان، الخرطوم، السودان، مارس 1993 - أبريل 1996.
- وزير الدولة بوزارة المالية والاقتصاد الوطني، السودان، مايو، 1996 - مارس 1998.

## مناصب إدارية سابقا
- رئيس مجلس الإدارة ومحافظ بنك السودان المركزي منذ مارس 1998 حتى 7/3/2011
- رئيس مجلس إدارة شركة السودان لمطابع العملة – السودان حتى 7/3/2011
- نائب رئيس مجلس الإدارة – سوق الخرطوم للأوراق المالية حتى 7/3/2011
- نائب رئيس وعضو مجلس إدارة مصرف الساحل والصحراء للتجارة والتنمية (مؤسسة إقليمية)
- عضو ونائب رئيس مجلس الأمناء الأكاديمية العربية للعلوم المالية والمصرفية حتى 7/3/2011
- عضو مجلس الإدارة، شركة سكر كنانة (مؤسسة استثمارية إقليمية) حتى 7/3/2011
- عضو مجلس الإدارة شركة الخطوط الجوية السودانية
- عضو مجلس الإدارة مجلس الخدمات المالية الإسلامية حتى 7/3/2011

## جوائز وتقديرات عالمية
الشخصية المصرفية العربية لعام 1998

## أوسمة رسمية
نجمة الإنجاز من رئاسة الجمهورية – السودان 2004.

## بحوث ودراسات
- الزكاة وأثرها على الوعاء الضريبي، ورقة بحث لم تنشر، 1970.
- استقرار الصادرات وأثره على النمو الاقتصادي في البلدان النامية تجربة السودان، 1950–1980 ،أطروحة دكتوراه، جامعة سيراكيوز، نيويورك 1982
- عرض النقود ومعدل التضخم في السودان، 1970 - 1981 ، (تأليف مشترك) قسم البحوث الاقتصادية، بنك السودان، الخرطوم، 1983.
- مشكلة ديون البلدان الأفريقية المنخفضة الدخل، الأزمة الراهنة وآفاق المستقبل، ورقة غير منشورة ديسمبر 1986.
- دور صندوق النقد الدولي في التكيف مع النمو، إنتاج مشترك للفريق العامل المعين من قبل مجموعة الـ 24 يونيو 1987.
- تجربة السودان في مجال إدارة السياسة النقدية في إطار النظام المصرفي الإسلامي- السودان 2004
- تقييم محاولات إصلاح الجهاز المصرفي ودوره في تمويل التنمية – السودان 2004
- إصدارات في قوانين المصارف الإسلامية (تجربة السودان)

## الأنشطة الطوعية والاجتماعية والدينية
- الأمين العام للجمعية الإسلامية لشمال نيويورك، نيويورك، 1978.
- رئيس مسجد دار الهجرة، واشنطن العاصمة 1985 - 1986.
- عضو مجلس إدارة الهيئة الإسلامية لأمريكا الشمالية، 1986 .

## اللغات
العربية والإنجلبزية